# Кравцовы (Кубанские)
 Кравцовы — кубанский казачий дворянский род; происходит из хопёрских казаков.

## Поколенная роспись
Семён Краве́ц — первый известный представитель рода; проживал в слободе Пыховка. На Азово-Моздокской линии его семья прослеживается в Ставропольской крепости и Александровской крепости.
Алексей Семёнович Кравцов. Архивные материалы свидетельствуют, что в 1827 году 70-летний Алексей Семёнович, его сын Семён и внук Иван были казаками станицы Баталпашинской. Известно, что А. С. в какой-то мере владел даром слова: выступал ходатаем за нужды казаков, составляя жалобы. В частности, составил жалобу, поданную императору Павлу I в ответ на многократные притеснения полкового командира А. П. Голяховского.
Семён Алексеевич Кравцов, казак станицы Баталпашинской, из казачьих детей. Прослужил в конно-артиллерийской казачьей роте № 12 двадцать пять лет и вышел в отставку в чине старшего бомбардира.
Иван Семёнович Кравцов — генерал-майор Кубанского казачьего войска. Родоначальник дворянской фамилии Кравцовых — первым в роду выслужил офицерский чин, дававший право потомственного дворянства. В возрасте 16 лет в службе в кубанском Хопёрском полку. В 1845 году в чине хорунжего перевёлся в 1-й Ставропольский полк и перебрался на жительство в станицу Михайловскую, где со временем обзавёлся каменным и двумя деревянными домами, а также мельницей на реке Русской. В офицерском послужном списке И. С. Кравцова зафиксированы походы и дела с неприятелем в Закубанье и Чечне, награждение орденами Святого Владимира 4-й степени с бантом, Святой Анны 2-й и 3-й степени и др., прослеживаются его продвижения по службе. Став в 1845 году старшим адъютантом Войскового дежурства Кавказского линейного казачьего войска, И. С. Кравцов, уже в чине есаула, в 1855 году начал исправлять должность дежурного штаб-офицера. Дважды, в 1846 и 1863 г., побывал в Санкт-Петербурге в составе депутаций: сначала от Линейного, а затем — от Кубанского войска. В течение почти десяти лет (1861—1870) командовал родной Хопёрской бригадой, а в 1871 году в чине генерал-майора вышел в отставку. Какое-то время состоял почётным судьёй Баталпашинского отдела. За многолетние труды на военном и административном поприще отставному генералу в юрте станицы Баталпашинской был пожалован в личную собственность надел в 1000 десятин. Пребывая в должности войскового чиновника, И. С. Кравцов имел доступ к станичным и полковым архивам и, вероятно, уже в 60-е гг. XIX века стал делать первые наброски по истории родного полка. Назначение старшинства Кубанского войска по хопёрцам окончательно повлияло на решение генерала-патриота своего полка создать солидный обобщающий труд о ратных подвигах своих земляков. С этой целью он перебирается в город своего детства — Ставрополь, где в местном архиве в тот момент имелось немало материалов о линейцах. В губернском центре заслуженный хоперец имел благоприобретенный двухэтажный дом с усадьбой и пристройками. Скончался в Ставрополе; тело было перевезено в станицу Баталпашинскую и погребено в ограде местного Николаевского собора.